# Irène Simon
Pour les articles homonymes, voir Simon (patronyme).
Irène Simon, née à Liège le 7 mai 1906 et morte à Liège le 2 décembre 1997, est une professeure de littérature anglaise moderne à l’Université de Liège (Belgique).

## Aperçu biographique

### Études
Après des humanités classiques au Lycée Léonie de Waha (Liège), une licence en Philologie germanique (1937) et l’agrégation de l’enseignement secondaire, Irène Simon est lauréate du Concours universitaire 1937-1939 et est nommée assistante, puis assistante volontaire de Victor Bohet. Docteure en Philosophie et lettres dès 1940, elle enseigne au Lycée de Seraing puis à la section Normale moyenne de l’État à Liège de 1941 à 1949, tout en préparant sa thèse d’agrégation de l’Enseignement supérieur.

### Carrière académique et enseignements
Irène Simon se voit confier la succession de son maître après le décès inopiné de celui-ci (1948). Elle est ensuite nommée chargée de cours en 1949, puis, en 1953, professeure ordinaire à la Chaire de Littérature anglaise moderne, poste qu’elle occupe jusqu’à son admission à l’éméritat (1981).
Irène Simon assure les enseignements hérités de Victor Bohet, auxquels viennent progressivement s’ajouter, jusqu’en 1975, tous les cours de langue anglaise de la section de Philologie germanique,. Déchargée ensuite du volet linguistique (confié à Jacques Noël, un de ses anciens doctorants), elle peut développer et diversifier ses enseignements de littérature et crée des cours de littérature du Commonwealth et d’autres de littérature américaine, qu’elle confie en suppléance respectivement à Hena Maes-Jelinek et à Pierre Michel. Souhaitant aussi multiplier les options offertes aux étudiants de licence, elle ouvre un éventail de cours libres et à options donnés en suppléance, veillant ainsi à assurer au mieux leur pérennité,. Pérennité, mais aussi éveil de vocations, qui ne se cantonnent d’ailleurs ni à la littérature ni au cadre liégeois si on en juge par le nombre de doctorats élaborés sous sa direction et les professions choisies par ses d’anciens disciples,,.
Forte personnalité et d'’une énergie infatigable; Irène Simon rend de nombreux services au département de Philologie germanique et à la faculté de Philosophie et lettres. Elle prend une part active à des conseils scientifiques, est membre, voire présidente, de plusieurs associations nationales et internationales, et siège parfois à leur bureau. Elle s’acquitte aussi de missions de ‘visiting professor’ dans une dizaine d’universités (Bergen, Caen, Cracovie, Groningue, Leeds, Londres (University College), Nottingham, Oslo, Poznań et Sheffield).

## Œuvres

### Œuvres majeures
Après Les Formes du roman anglais de Dickens à Joyce, « qui l’avait placée au premier rang des jeunes spécialistes de la période contemporaine» et quelques monographies, paraît l’œuvre sur laquelle est assise la réputation internationale de la Liégeoise : Three Restoration Divines, Barrow, South and Tillotson, Selected Sermons, une trilogie consacrée à l’édition abondamment commentée de sermons de trois prédicateurs anglais de l’époque de la Restauration Stuart,. En publiant et contextualisant quelques-uns des sermons les plus brillants, elle exhume des penseurs généralement dédaignés parce qu’apparemment poussiéreux. La dix-huitièmiste s’attache à mettre en relief les courants de pensée qui animent ces écrits, précieuse mine d’informations sur les courants de pensée de cette époque. Irène Simon sensibilise simultanément le lectorat au développement de l’art de la prédication.
On a, à très juste titre, fait l’éloge de sa rigueur scientifique, son sens du détail, son érudition et son humanisme, qualités qui se vérifient tout au long de son vaste éventail de publications. Même si Irène Simon consacre la majeure partie de sa réflexion au 18e siècle, ses travaux, qui scrutent bien des chapitres de la littérature anglaise moderne, reflètent l'étendue de ses intérêts. Ses collaborateurs, Hena Maes-Jelinek, Pierre Michel et Paulette Michel-Michot ont dit leur admiration pour les « nombreuses sphères dans lesquelles elle est également et formidablement exceptionnelle».

### Publications principales
- Les Formes du roman anglais de Dickens à Joyce, Liège, Bibliothèque de la Faculté de Philosophie et lettres de l’Université de Liège, 1949, 463 p., 3 vols, Paris, Bibliothèque de la Faculté de Philosophie et lettres de l’Université de Liège, 1967 Publication sur OpenEdition Books : 03 septembre 2019 EAN (Édition imprimée) : 9782251661810 EAN électronique : 9791036516412 DOI 10.4000/books.pulg.3173
- Three Restoration Divines, Barrow, South and Tillotson, Selected Sermons ; vol I, Paris/Liège, Belles Lettres/ Faculté de Philosophie et Lettres, fasc.181 et 213, 1967 et 1976, 510 et 671 p.  (ISBN 978-2-600-04683-1), DOI 10.4000/books.pulg.3173, et  (ISBN 978-2251-66213-8)
- Neo-Classical Criticism,1660-1800, Londres, Edward Arnold, Arnold's English Texts, 1971, 224 p.  (ISBN 978-0713155907)

On trouvera la liste complète de ses publications sur le site de l'université de Liège, p. xi-xv.

## Distinctions
- 1945-1946 boursière du British Council à Queen Mary College, Londres
- 1954 Fulbright Research Scholar, Université d’Indiana (Bloomington) et Université de Californie (Berkeley)
- 1961-1962 Titulaire de la Chaire belge à l’Université de Londres
- 1976-1977 Titulaire de la Chaire Francqui à l’Université de Gand
- 1980 Doctorat Honoris causa de l'Université de Stirling
- 1980 Médaille de l’Ordre de l’Empire britannique.